# Heteropoda venatoria chinesica
Heteropoda venatoria là một phân loài nhện trong họ Sparassidae.
Loài này thuộc chi Heteropoda. Heteropoda venatoria chinesica được Embrik Strand miêu tả năm 1907.

## Hình ảnh

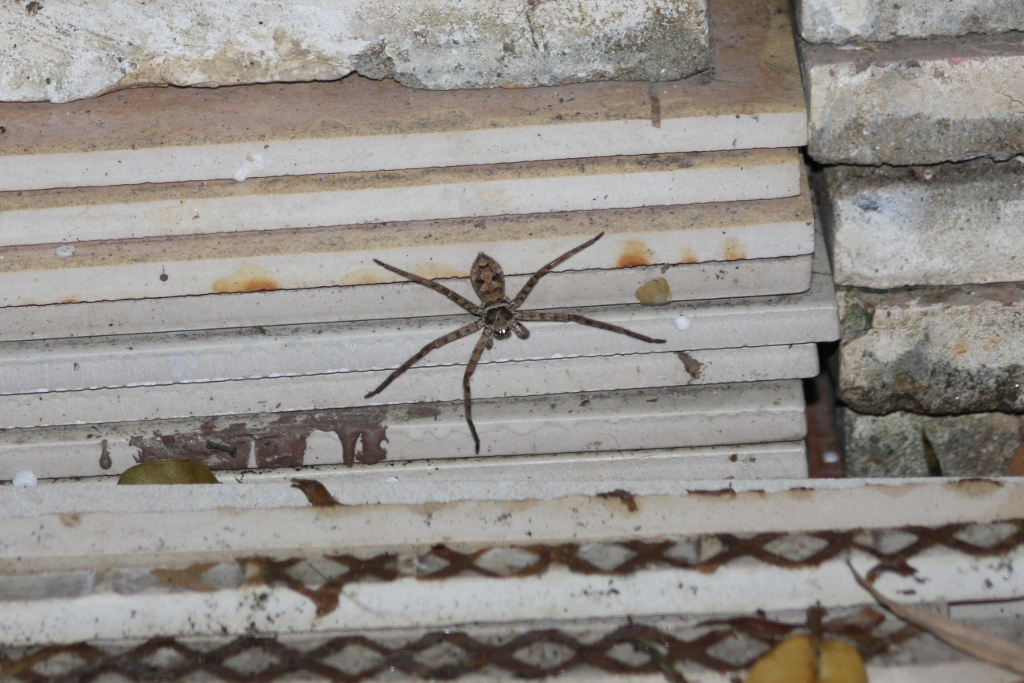
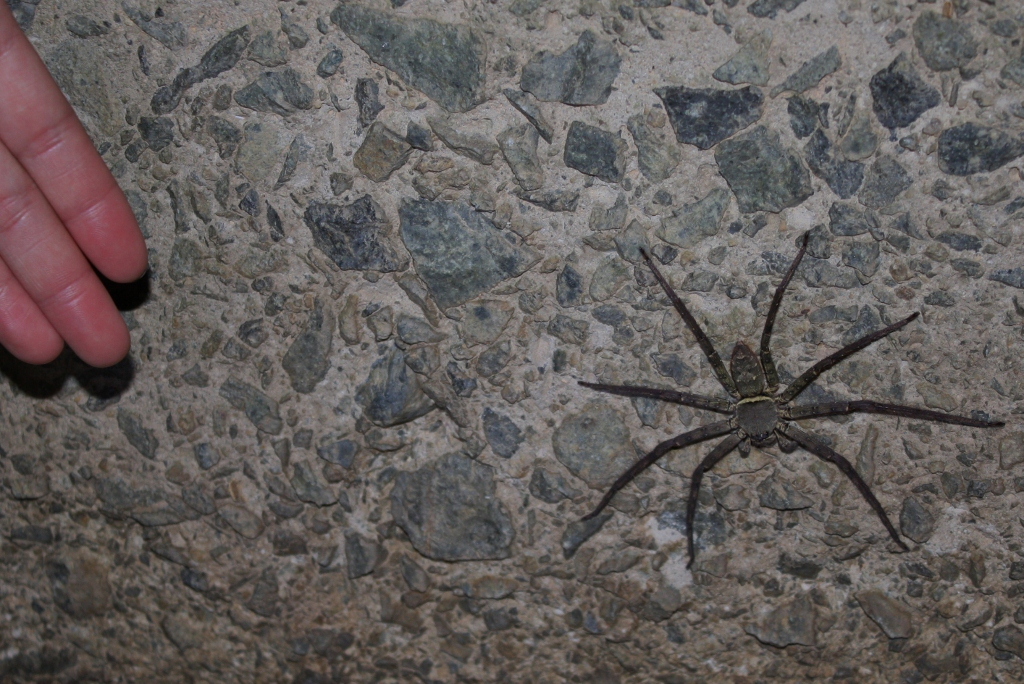
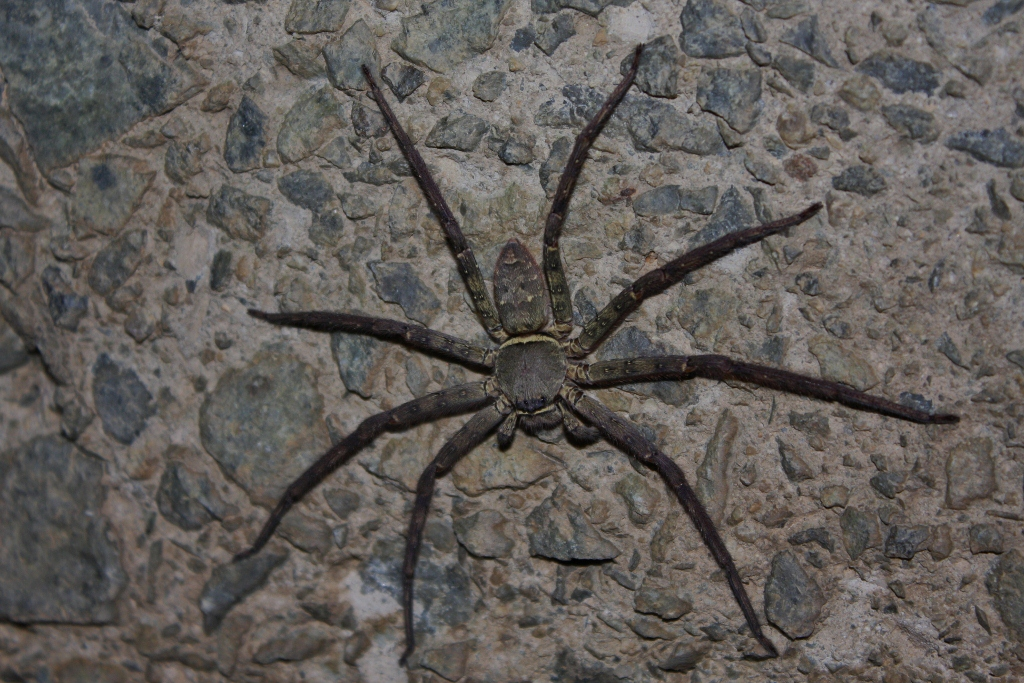
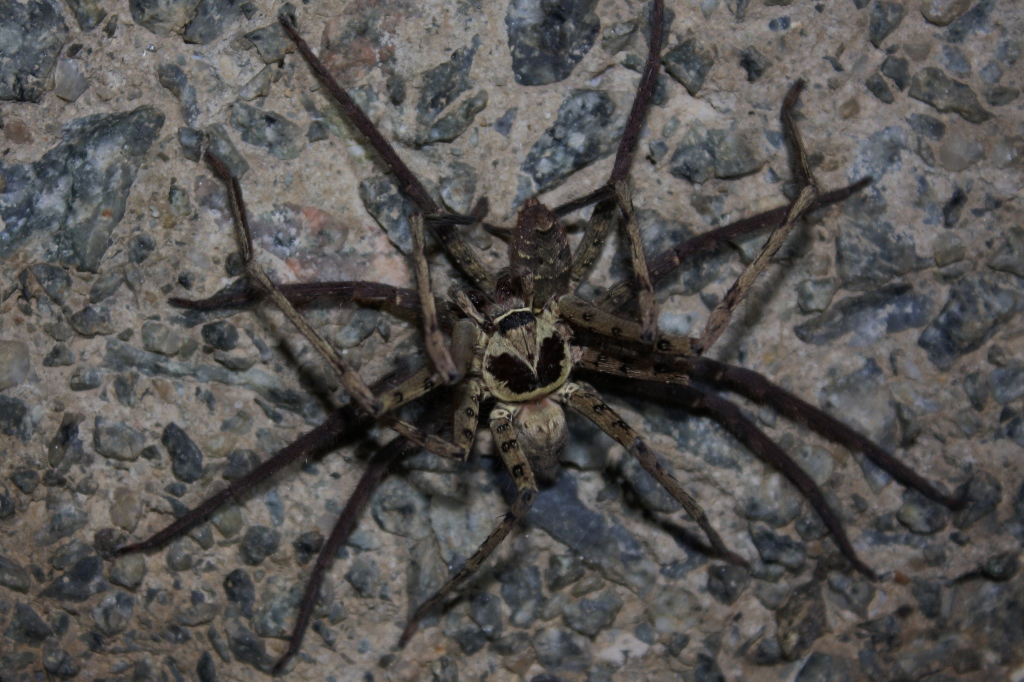